# Werner Holthöfer
Werner Holthöfer (* 12. Dezember 1922 in Bielefeld) ist ein ehemaliger deutscher Radrennfahrer.
1947 wurde Werner Holthöfer Dritter der deutschen Amateur-Meisterschaft im Straßenrennen, im selben Jahr gewann er Rund um Köln und das Rennen Quer durch das Sauerland. Bereits im Jahr zuvor war er als Erster über die Ziellinie gefahren, wurde aber vom Renngericht wegen eines unerlaubten Radwechsels disqualifiziert. Die Saison 1947 auf der Straße beendete er mit insgesamt elf Siegen und drei zweiten Plätzen. In der Jahreswertung der Amateure aller deutschen Zonen kam er mit dieser Bilanz auf den vierten Rang. 1948 wurde er Berufsfahrer im Radsportteam Rabeneick. Seinen ersten Sieg als Radprofi holte er im Mai 1949 bei einem Rennen in Solingen.
1949 wurde er gemeinsam mit Günther Pankoke deutscher Meister im Zweier-Mannschaftsfahren und im selben Jahr Dritter bei Rund um Berlin. Er gewann mit dem Eintagesrennen Preis der Weinstraße zugleich den zweiten Lauf der Deutschen Straßen-Radmeisterschaften 1949. 1952 gewann er die erste Etappe der Deutschland-Rundfahrt und wurde Neunter in der Gesamtwertung. Bei den UCI-Straßen-Weltmeisterschaften belegte er 1952 den 25. Platz.
Holthöfer startete bei 22 Sechstagerennen, seine beste Platzierung war ein zweiter Platz in Münster gemeinsam mit Hans Preiskeit in der Saison 1953/1954. 1954 belegte er mit Rudi Theissen den zweiten Platz bei der deutschen Meisterschaft im Zweier-Mannschaftsfahren.